# Félix Sardá y Salvany
Félix Sardá y Salvany (21. května 1841 Sabadell – 2. ledna 1916 Sabadell) byl španělský kněz, apologeta, polemik a spisovatel, významný představitel katolického integrismu z období obnovy Bourbonů ve Španělsku.

## Životopis
Pocházel ze zámožné rodiny, jeho otec, dědic rodinného textilního podniku, pocházel ze San Lorenzo Savall a jeho matka měla vazby na rod Oller de Manresa z řad katalánské šlechty.
Po základní škole u piaristů ve svém městě vstoupil v roce 1855 do konciliárního semináře v Barceloně (špan. Seminario Conciliar de Barcelona), kde na něj měli vliv jezuité, kteří v té době vedli tuto instituci. V roce 1864 absolvoval teologii ve valencijském semináři a po vysvěcení na kněze v roce 1865 vyučoval latinu a humanitní vědy v barcelonském semináři až do roku 1868, kdy se vrátil do Sabadellu, aby po uzavření semináře v důsledku revoluce v roce 1868 přijal beneficium ve farnosti svatého Felixe.
Vystudoval právo a získal licenciát v oboru filozofie a umění na Barcelonské univerzitě.

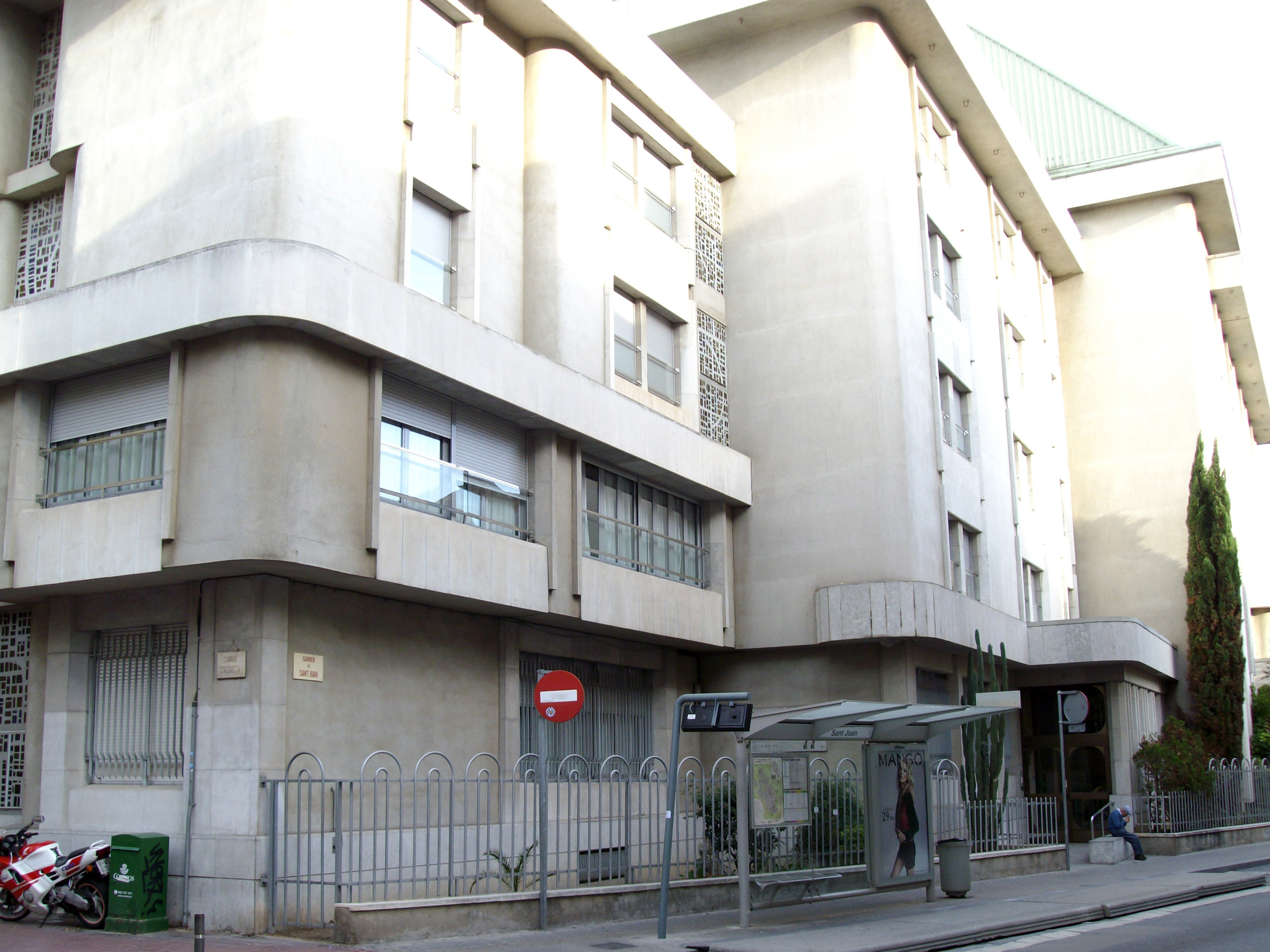
Současná podoba domova důchodců v bývalém rodinném domě Félixe Sardy y Salvany

Chtěl vstoupit do Tovaryšstva Ježíšova, ale jeho chatrný zdravotní stav mu v tom zabránil. Třikrát byl zařazen na seznam tří kandidátů na biskupa, ale Sardá jmenování nepřijal.
Byl členem karlismu, od kterého se v roce 1888 odštěpil a stal se jedním z hlavních ideologů integristické strany (špan. Partido Integrista) vedené Ramónem Nocedalem. Ve skutečnosti to byl právě Sardá y Salvany, kdo navrhl, aby strana ochotně přijala za svůj název hanlivé označení integristé, které jí dali její političtí nepřátelé. Prosazoval kampaně proti „mestizos“ (katolíkům ve prospěch konstituované moci).
V roce 1893 převzal redakci Diario Catalán, orgánu fundamentalistické strany v Barceloně, v němž své články podepisoval jako „El Sr. X“. S fundamentalismem se nakonec rozešel v roce 1896 kvůli rozdílům v politické strategii s Nocedalem a El Siglo Futuro, neboť Sardá y Salvany navrhoval z Diario Catalán podporovat místní volební spojenectví s alphonsinskými konzervativci.
Vystupoval proti La Veu de Catalunya, politickému katalánství a Regionalistické lize, protože podle Sardy jejich regionalismus nebral ohled na náboženství. V roce 1906 se postavil proti katalánskému autonomistickému hnutí Solidarita.
Založil první dělnickou vzájemnou společnost v Sabadellu, kterou financoval převážně z vlastních prostředků, a v roce 1882 založil fond pro pomoc nemocným dělníkům, který umožňoval nákup léků pro nemocné dělníky, a další sociální instituce. Svůj rodinný dům přestavěl na domov důchodců, o který se od jeho vzniku v roce 1905 staraly Malé sestry opuštěných starých lidí, kde strávil poslední roky svého života a kde 2. ledna 1916 zemřel na apoplexii. Jeho pohřbu se masově zúčastnili obyvatelé Sabadellu.

## Dílo

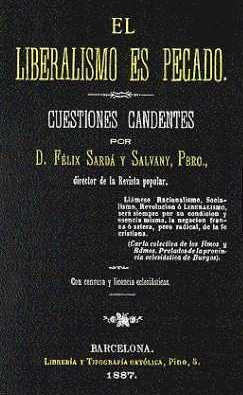
Obálka výtisku knihy Liberalismus je hřích.

Pod pseudonymem Un obscurantista de buena fe psal od roku 1869 četné články a přibližně dvě stě brožur o sociálních a náboženských problémech, které od roku 1871 publikoval v časopise Revista Popular, jehož byl po třiačtyřicet let redaktorem.
S hbitým talentem, lehkostí odpovědí, množstvím argumentů, jasným stylem a pevností charakteru a přesvědčení polemizoval a propagoval své myšlenky o katolicismu. Obhajoval Syllabus a vedl kampaně proti zednářství, spiritismu, protestantismu, anarchismu, naturalismu, liberalismu a dalším souvisejícím ideologickým proudům.
Jeho dílo El liberalismo es pecado (Liberalismus je hřích), které bylo široce rozšířeno v národním i mezinárodním měřítku a sloužilo jako doktrinální základ tradicionalismu, vyvolalo vášnivou polemiku a byly proti němu vydány četné knihy a pamflety, což vedlo dokonce k zásahu Posvátné kongregace Indexu, která Sardá y Salvanyho pochválila a odsoudila dílo El proceso del integrismo: (1885), jehož autorem byl kanovník a děkan katedrály Vic Celestino de Pazos Teijeira (rodák z Corcubión v A Coruñi) a jehož cílem bylo vyvrátit údajné omyly prvního z nich.

## Některá díla

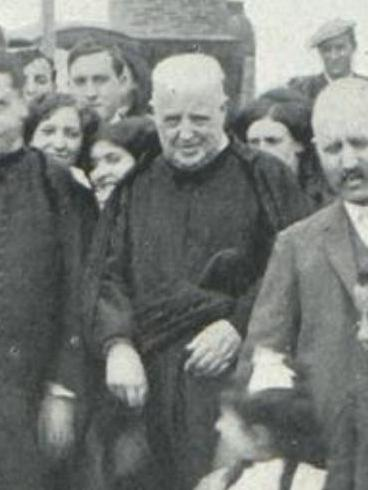
Fotografie Sardá y Salvany v časopise La Hormiga de Oro [Zlatý mravenec] (1911)

- El pueblo y el sacerdote [Lid a kněz] (1870);
- Ayunos y abstinencias [Půst a zdrženlivost] (1870);
- El matrimonio civil [Občanský sňatek] (1872);
- El Concilio. La Iglesia. La infalibilidad [Koncil. Církev. Neomylnost] (1872);
- El purgatorio y los sufragios [Očistec a utrpení] (1872);
- El culto de San José [Úcta ke sv. Josefovi] (1872);
- El culto de María [Úcta k Panně Marii] (1872);
- El protestantismo: de dónde viene y adónde va [Protestantismus: odkud pochází a kam směřuje] (1872);
- ¿Qué hay sobre el espiritismo? [Co se spiritismem] (1872);
- Manual del Apostolado de la Prensa [Příručka tiskového apoštolátu] (1873);
- Cosas del día [Denní záležitosti] (1875);
- ¡Pobres espiritistas! [Chudí duchovní] (1876);
- El clero y el pueblo [Kněžstvo a lid] (1876);
- Nimiedades católicas [Katolické maličkosti] (1878);
- Los frailes de vuelta [Řeholníci se vrátili] (1880);
- La chimenea y el campanario [Komín a zvonice] (1880);
- La voz de la Cuaresma [Hlas postu] (1884);
- Masonismo y catolicismo [Zednářství a katolicismus] (1885);
- De aquellos polvos... [Z toho prachu...] (1885);
- Luz y espejo de jóvenes cristianos [Světlo a zrcadlo mladých křesťanů] (1891);
- Mes de junio dedicado al Sagrado Corazón de Jesús [Měsíc červen zasvěcený Nejsvětějšímu Srdci Ježíšovu] (1893);
- ¿Para qué sirven las monjas? [K čemu jsou řeholnice?] (1894);
- Año sacro ó lecturas y ejercicios para las principales festividades del calendario cristiano [Posvátný rok aneb čtení a cvičení k hlavním svátkům křesťanského kalendáře] (1901);
- Brevísima idea del Apostolado de la Oración [Stručný přehled apoštolátu modlitby];
- Devoto octavario al Dulce Niño de Belén [Zbožný oktáv ke sladkému betlémskému dítěti];
- Efectos canónicos del matrimonio civil [Kanonické účinky civilního sňatku];
- El dinero de los católicos [Peníze katolíků];
- El Santo Jubileo [Svaté jubileum];
- Misterio de la Inmaculada Concepción [Tajemství Neposkvrněného početí] a
- Ricos y pobres [Bohatí a chudí].[11]

## Vyznamenání
V roce 1922, u příležitosti padesátého výročí založení Katolické akademie v Sabadellu, byla na rodném domě rodiny umístěna pamětní deska připomínající jeho narození, smrt a dílo.
V roce 1926 byla jeho památce věnována kniha obsahující anekdotické, biografické a bibliografické texty.
Na jeho počest a památku pojmenovala radnice města Sabadell místní náměstí „Sardá i Salvany“.